# Arno Schmidt
Arno Otto Schmidt (Hamburg, 18. siječnja 1914. – Celle, 3. lipnja 1979.), njemački književnik. 
Prekinuo je studij matematike, radio kao namještenik tekstilne tvrtke, u ratu bio vojnik i vojni zarobljenik, tumač za engleski jezik te postao slobodni pisac. Bio je žestoki protivnik rata i totalitarizma, pristaša slobodne stvaralačke fantazije, a u kratkim romanima, esejima i pripovijetkama eksperimentira jezičnim gradivom sve do samog ruba komunikativnosti. Za svoj izazivački, jetki i duhoviti izraz služi se avangardnom proznom tehnikom (montažom, strujom svijesti i unutarnjim monologom). Prevodio je Williama Faulknera, Jamesa Joycea, E. Huntera i J.F. Coopera.
Djela:
- pripovijetke: 
  - "Leviathan"
  - "Kosmas"

- eseji: 
  - "Dya Na Sore"
  - "Belphegor"

- romani: 
  - "Republika učenjaka"
  - "Kameno srce"
  - "Zettelov san"
  - "Škola ateista"